# Chiesa della Santissima Trinità (Cavalese)
La chiesa della Santissima Trinità (anche chiesa della Santissima Trinità e Santa Apollinare) è la parrocchiale di Masi, frazione di Cavalese in Trentino. Fa parte della zona pastorale di Fiemme e Fassa e risale al XVIII secolo.

## Storia

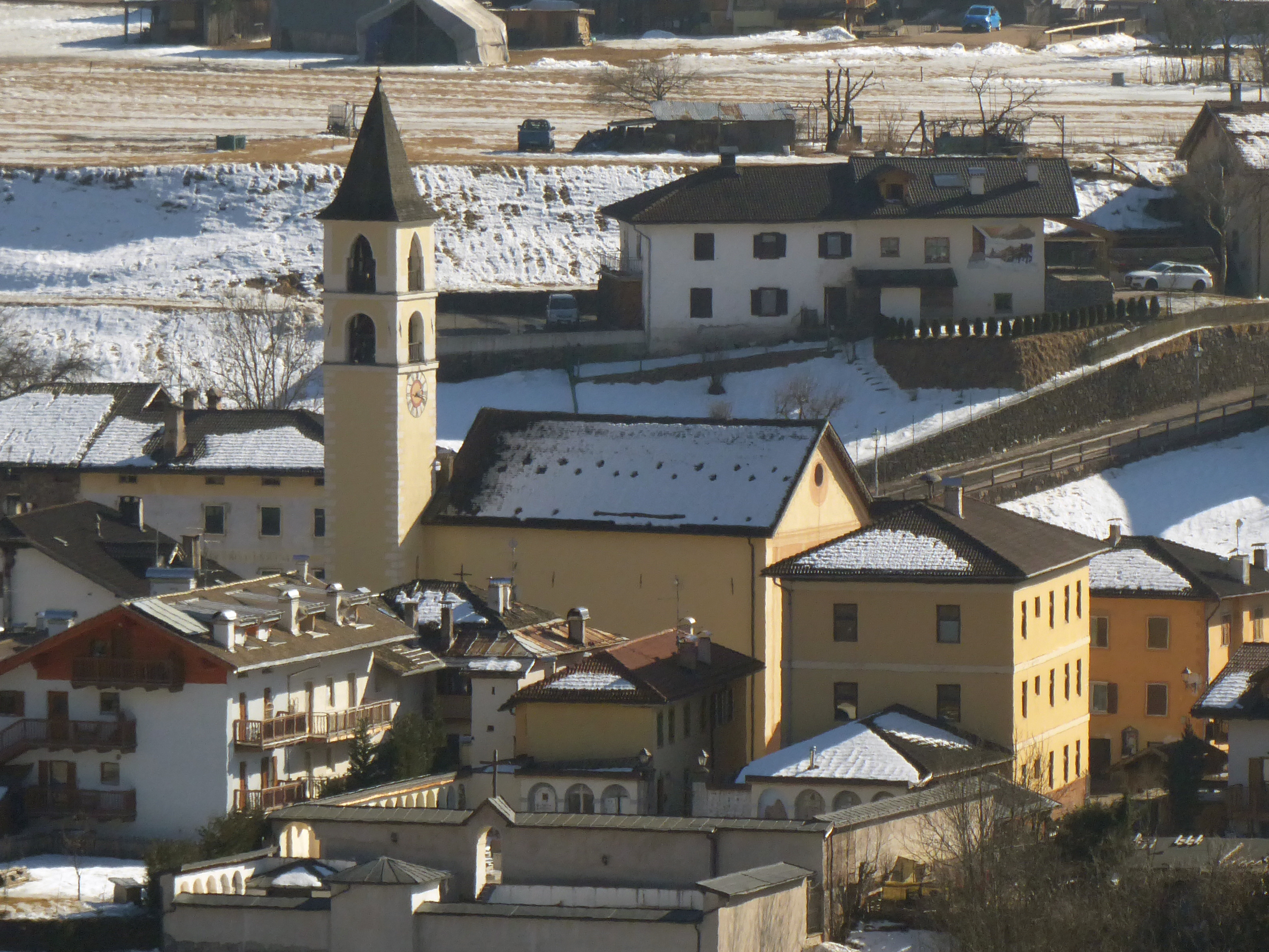
Chiesa e camposanto di Masi di Cavalese

La sua costruzione risale all'inizio del XVIII secolo e venne edificata in tre anni, fra il 1709 ed il 1712. Il progetto fu di Giuseppe Alberti ed i finanziamenti per la realizzazione arrivarono tutti dalla popolazione del piccolo centro di Masi di Cavalese.
Oltre un secolo dopo, tra il 1822 ed il 1826, l'edificio subì una ricostruzione che ne ampliò le struttura e così la chiesa assunse l'aspetto moderno, con un'unica ed ampia navata.

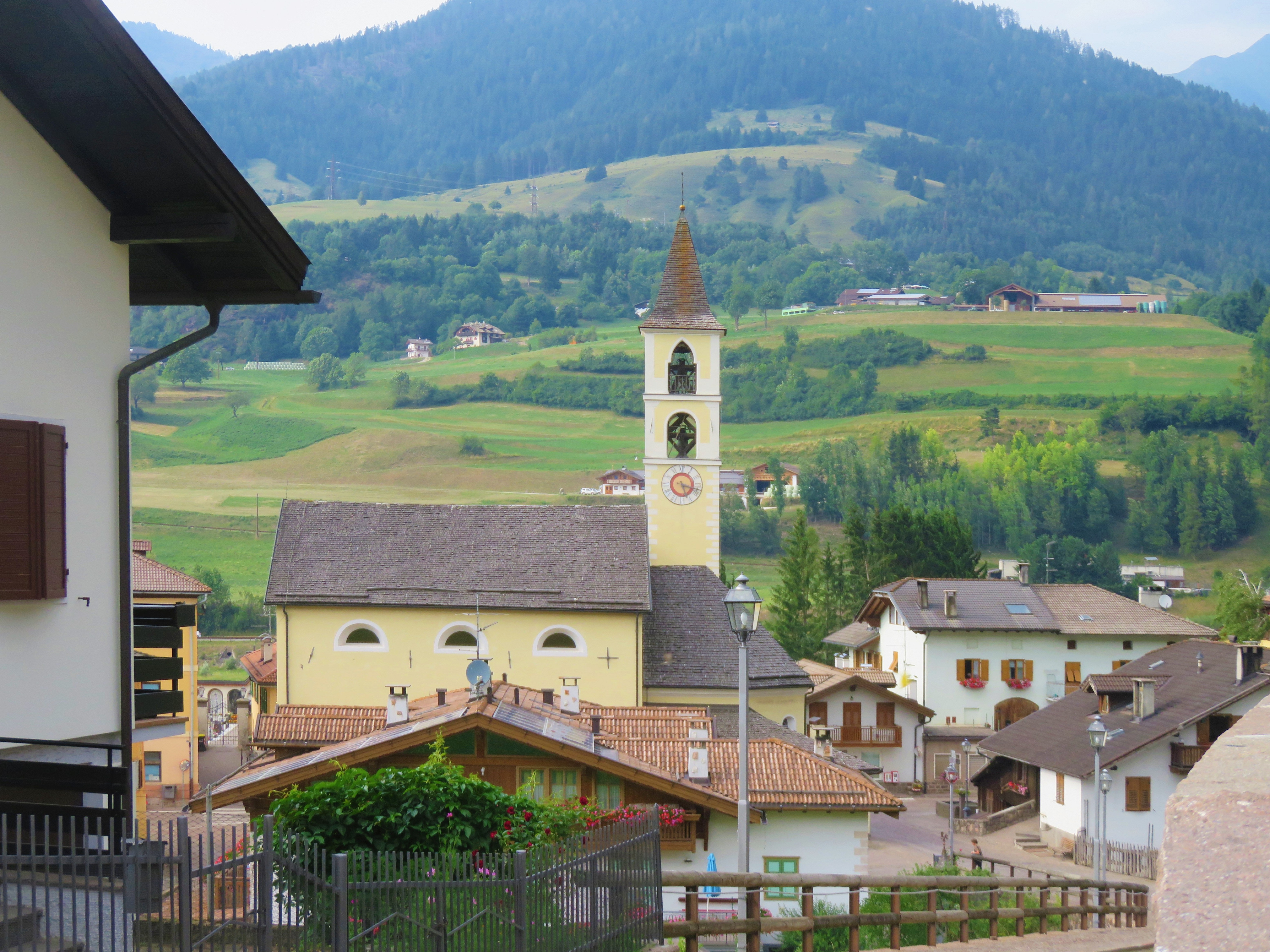
La chiesa della Santissima Trinità nel centro di Masi di Cavalese

## Descrizione
Costruita in posizione centrale dell'abitato della piccola frazione, ha subito importanti modifiche rispetto al progetto originale. 

### Esterni
La facciata rivolta a ovest è semplice, a capanna. Le quattro paraste sono ottenute con un effetto decorativo prospettico e la parte superiore mostra un frontone triangolare, sempre ottenuto con un effetto decorativo.
 Il portale maggiore è sormontato da una finestra di foggia particolare, simile nel contorno ad un'anfora. Lateralmente, e basse rispetto al portale, vi sono due finestre rettangolari non molto ampie, ognuna sormontata nella parte mediana della facciata da una nicchia con una statua. Il frontone triangolare ha un'apertura circolare contornata da una decorazione che ne aumenta l'effetto prospettico. Un cornicione in alto circonda l'intero edificio.

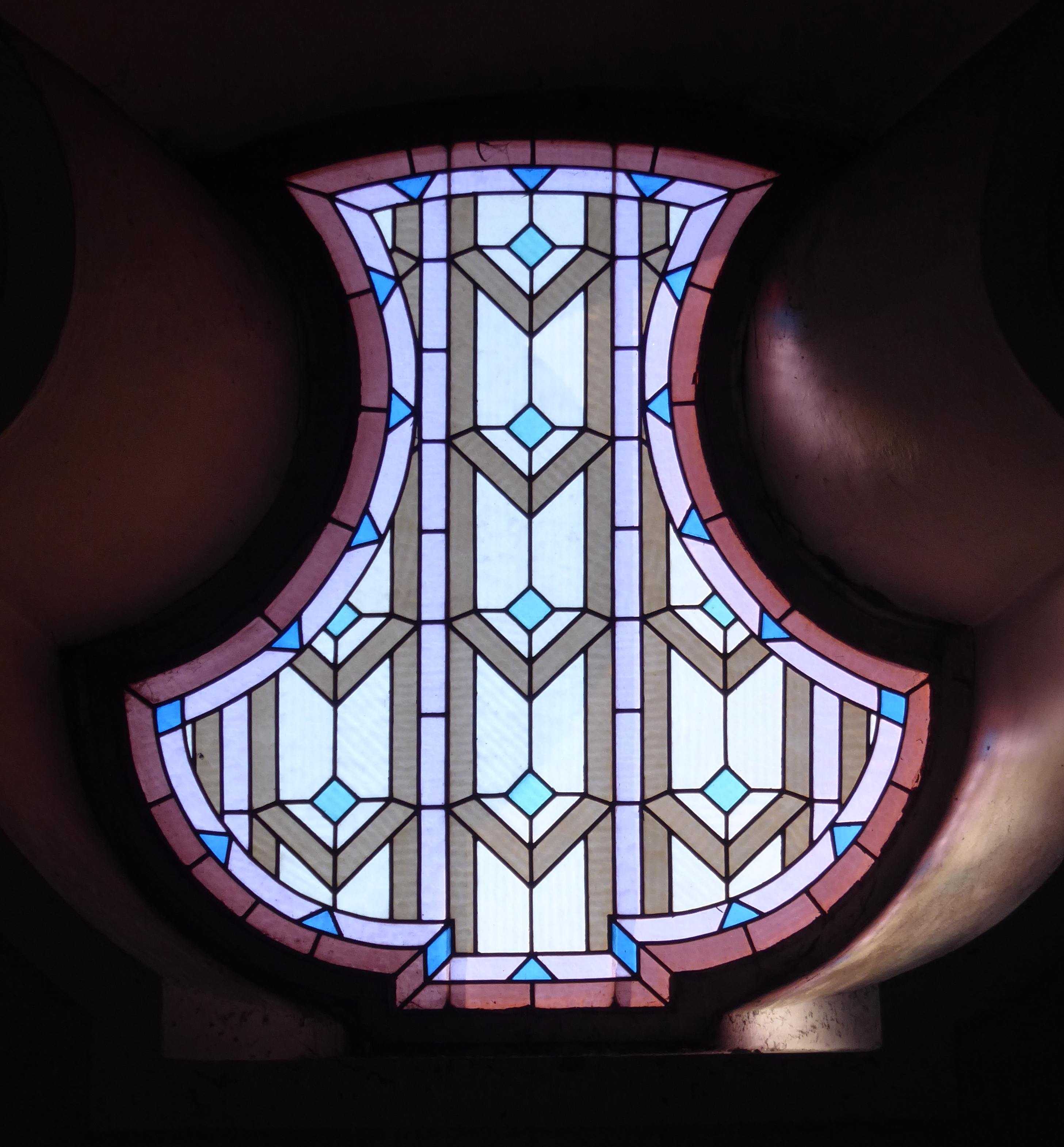
Vetrata della finestra sulla facciata dal contorno simile ad un'anfora.

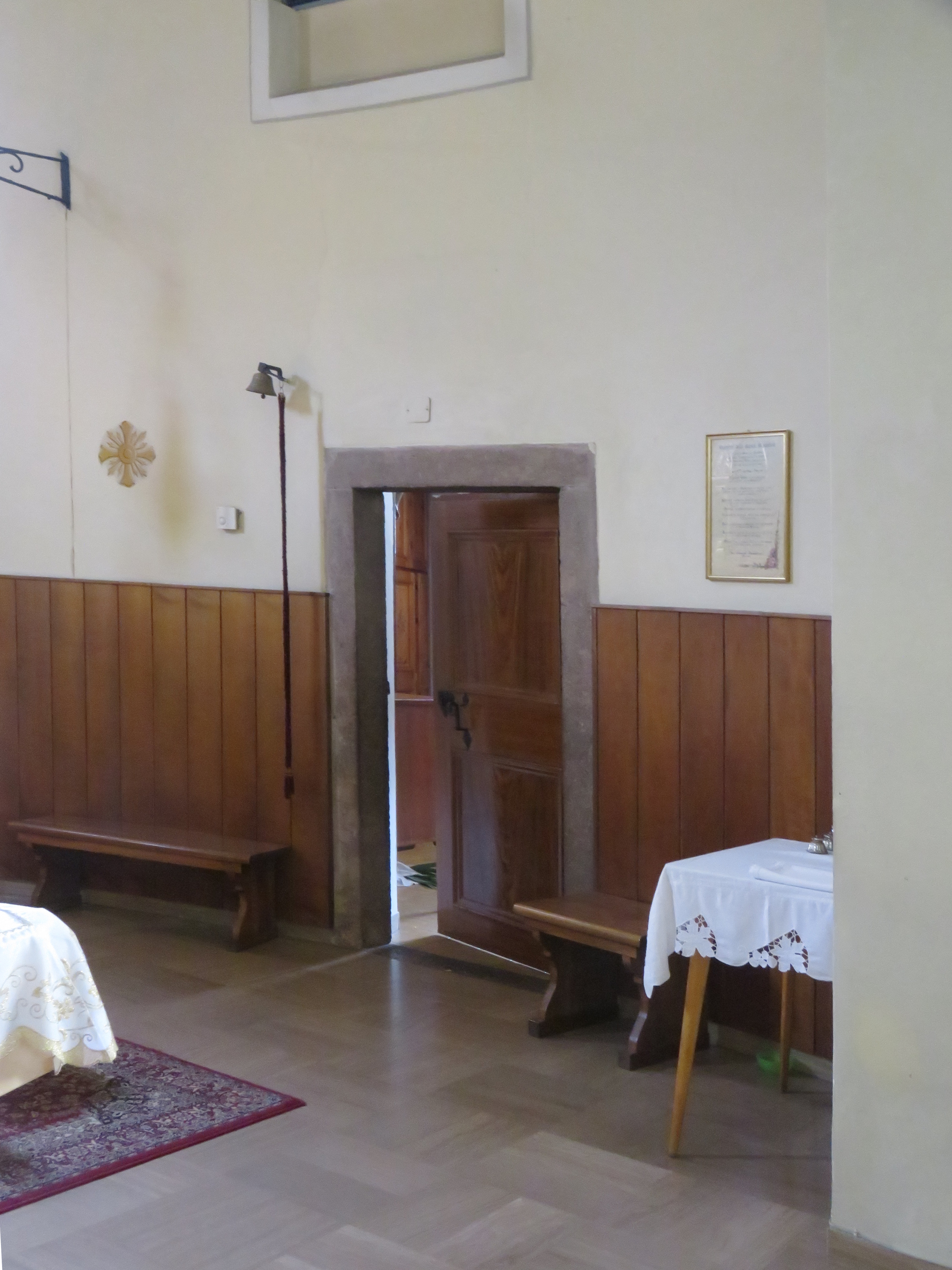
Accesso alla sagrestia dal presbiterio.

### Campanile
Il campanile si erge a nord est del corpo della chiesa e mostra due ordini di monofore, più elaborate quelle superiori e più semplici quelle inferiori. Sotto di queste, su due lati, è presente un orologio.

### Interni
Il presbiterio moderno corrisponde, in parte, all'originale cappella progettata da Giuseppe Alberti, ed è rialzato rispetto al resto del pavimento. La navata è unica a tre campate.
 La sagrestia ha un accesso a destra del presbiterio.